# Хрістос Сардзетакіс
Хрі́стос Сардзета́кіс (грец. Χρήστος Σαρτζετάκης, 6 квітня 1929, Салоніки — 3 лютого 2022, Афіни) — грецький політик, правник. Обіймав посаду Президента Греції в період з 1985 до 1990 року.

## Біографія
Вивчав право в університеті Салонік. Кілька місяців працював адвокатом, а потім як цивільній службовець судової системи. У період 1965—1967 років закінчив аспірантуру в галузі комерційного права та права ЄС у Парижі. Одружився із Еффі Ергіріу.
У період військової диктатури був двічі арештований. Після відновлення демократії був звільнений і був призначений суддею Апеляційного суду (1974). У 1981 році призначений головою Апеляційного суду, а в 1982 році він був обраний до складу колегії Верховного суду Греції.
Під час президентських виборів 1985 року пропонується як кандидат на пост президента ПАСОК і отримує підтримку, відтак 29 березня 1985 року став Президентом Греції. Його мандат закінчився 5 травня 1990 року.
Хрістос Сардзетакіс був почесним членом Верховного суду Португалії, Почесним доктор Університету Демокріта та наукових установ в Греції і Європі. Автор численних статей і наукових праць в галузі права.